# Per Leander-Engström
Pour les articles homonymes, voir Engström.
Per Leander-Engström, né le 27 février 1886 à Ytterhogdal et mort le 6 février 1927 à Stockholm, est un peintre suédois. 

## Biographie
Il passe sa jeunesse à Sundsvall et y trouve un emploi dans une scierie à quatorze ans. En 1901, il devient assistant au journal local et rejoint un groupe d'artistes amateurs dirigé par Helmer Osslund. 
Garce à une aide financière de l'homme politique Karl Nordstrom (en), il étudie à la Konstnärsförbundets skola (en) (1907-1908) puis devient à Paris élève d'Henri Matisse. Il ne revient en Suède qu'en 1912 et y devient l'un des premiers membres d'un groupe expressionniste éphémère appelé De unga (sv). Il épouse en 1913 Maria Edlund dont il a l'année suivante, les jumeaux, Kjell Leander (sv) et Tord Leander (sv), qui deviendront aussi peintres.
Il participe en 1914 à la Baltic Exhibition (en), vit essentiellement dans les montagnes du Norrland avant de s'installer à Florence de 1920 à 1923. 
En avril-mai 1929, il prend part à l'Exposition de l'art Suédois organisée au Musée du Jeu de Paume où il présente les toiles Femme nue, Matinée sur l'eau, Le Chasseur de macreuse, Le Pêcheur de truites, Le Fjord vert, La Chute d'eau, Arc-en-ciel, Le Faucon, La Chasse dans les montagnes et Débâcle. 
Malade, il meurt à quarante ans et est inhumé au cimetière boisé de Stockholm.
Ses œuvres sont conservées, entre autres, au Moderna Museet, au Nationalmuseum, au Waldemarsudde (en) et au musée des Beaux-Arts de Göteborg. 

## Galerie

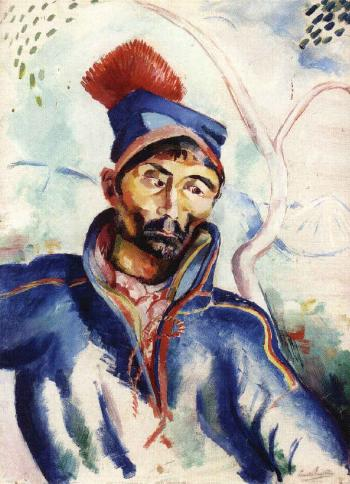
Laponie
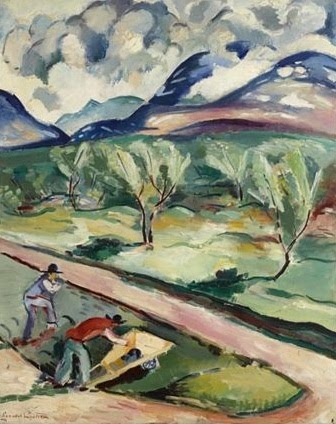
Verger avec des ouvriers
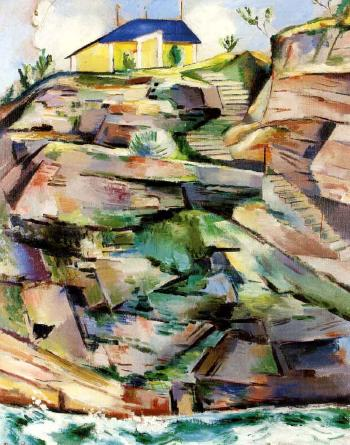
La Maison sur la falaise
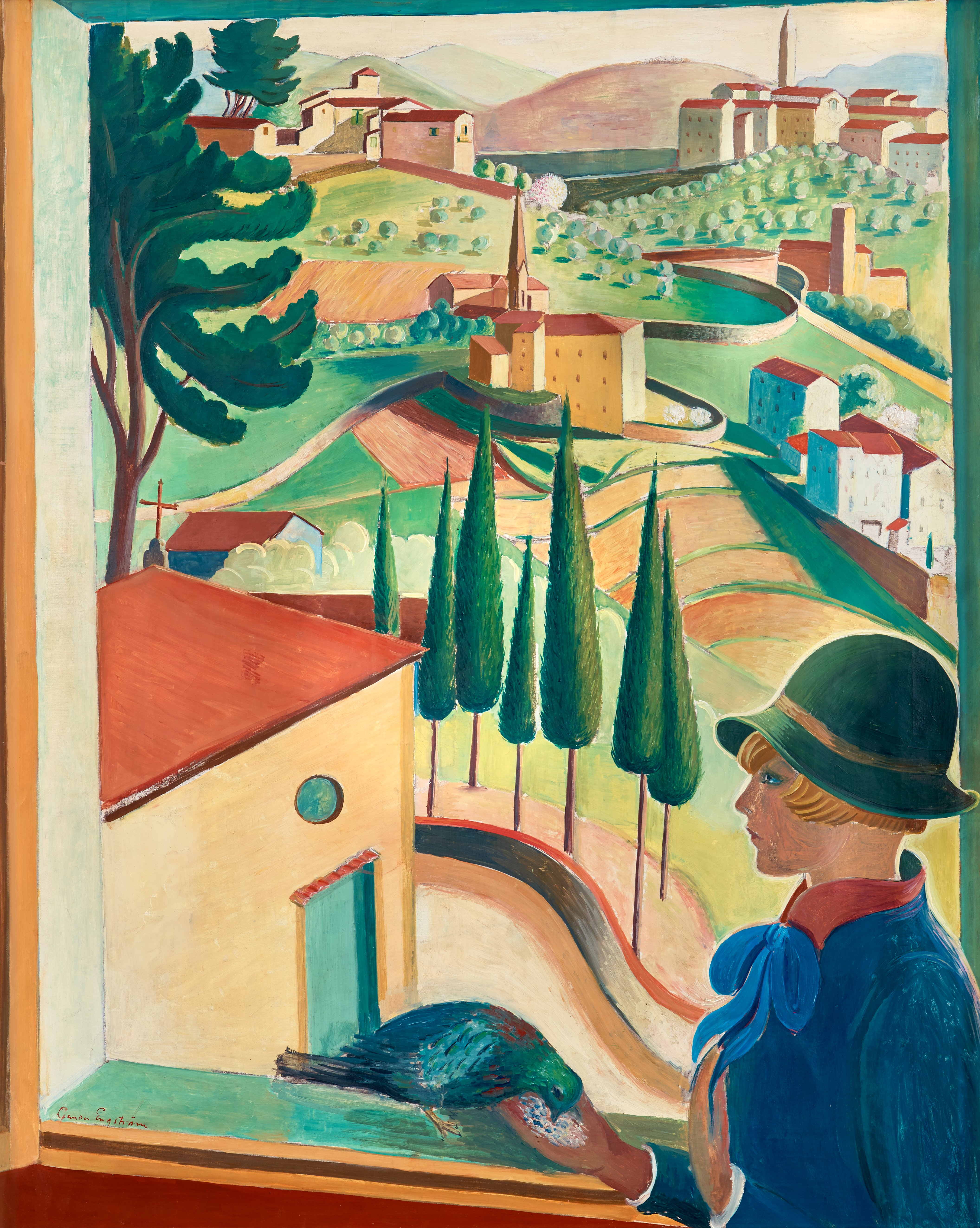
Le Garçon dévot
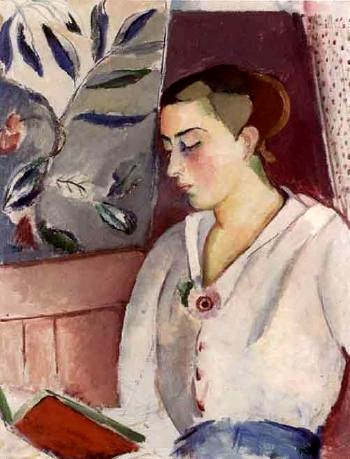
Fille au livre